# 상월초등학교
상월초등학교는 대한민국 충청남도 논산시 상월면 신충리에 있는 공립 초등학교이다. 

## 학교 연혁
| 1935년 | 6월 7일   | 상월공립보통학교(4년제) 개교설립인가 4월 30일  |
| 1938년 | 4월 1일   | 상월공립심상소학교로 개칭                      |
| 1940년 | 8월 30일  | 6년제로 승격                                   |
| 1941년 | 4월 1일   | 상월공립국민학교로 개칭                        |
| 1960년 | 11월 24일 | 대명국민학교 분리                              |
| 1966년 | 3월 4일   | 한천국민학교 분리                              |
| 1981년 | 3월 6일   | 병설유치원 개원                                |
| 1992년 | 3월 1일   | 한천국민학교 통합                              |
| 1996년 | 3월 1일   | 상월초등학교로 개칭                            |
| 2009년 | 7월 16일  | 꿈빛관 개관                                    |
| 2021년 | 3월 1일   | 충남혁신학교 지정(4년)                         |
| 2022년 | 1월 11일  | 제84회 졸업(졸업생 8명, 총 6,189명)            |
| 2022년 | 3월 1일   | 초등 7학급(특수 1학급 포함), 유치원 1학급 편성 |
| 2022년 | 3월 1일   | 대명초등학교 통·폐합                           |

## 참고 자료
- 상월초등학교 - 한국교육학술정보원 학교알리미